# Zofia Nasierowska
Zofia Wiesława Nasierowska-Majewska (Łomianki, Polonia; 24 de abril de 1938 - Varsovia, Polonia; 3 de octubre de 2011) fue una fotógrafa artística polaca, especializada en fotografía de retratos, y escritora. Fue honrada con el título de Artiste FIAP (AFIAP) por la Federation Internationlale de l'Art Photographique.

## Biografía

### Primeros años
Nasierowska nació en 1938 en Łomianki (Polonia), hija de Eugeniusz Nasierowski, destacado fotógrafo. Fue él quien le ayudó a dar sus primeros pasos en la fotografía a la edad de siete y ya, cuatro años más tarde, se encontraba exhibiendo su trabajo. Su padre era un maestro natural, pero ella continuó su interés en la Escuela Nacional de Cine, Televisión y Teatro en Lodz. Sus compañeros de estudios incluían a Janusz Majewski, con quien más tarde se casaría, así como a Roman Polanski, Agnieszka Osiecka y Jerzy Skolimowski.
Se decía que sus fotos de retratos hacían a las mujeres más románticas y a los hombres más sutiles. Llamó la atención cuando tomó una foto de la actriz Lucyna Winnicka que apareció en la portada de la revista Ekran en 1958. Era conocida por su iluminación que producía imágenes monocromáticas que hacían que sus sujetos parecieran estrellas de cine. Uno de sus sujetos le pidió que iluminara su estudio de televisión cuando vieron su habilidad para tomar fotografías.
Uno de los primeros sujetos fue Nina Andrycz, quien le dijo a Nasierowska que usaba un espejo para obtener la apariencia correcta en su rostro. Nasierowska en ese momento tenía solo veinte años, pero creía que, aunque algunas mujeres creían que podían mejorar su apariencia mientras se miraban en el espejo, Nasierowska dijo que esto era una falacia. Tomó fotos de Nina Andrycz permitiéndole usar su espejo, pero las elegidas para la publicación fueron creadas sin el espejo.

### Carrera

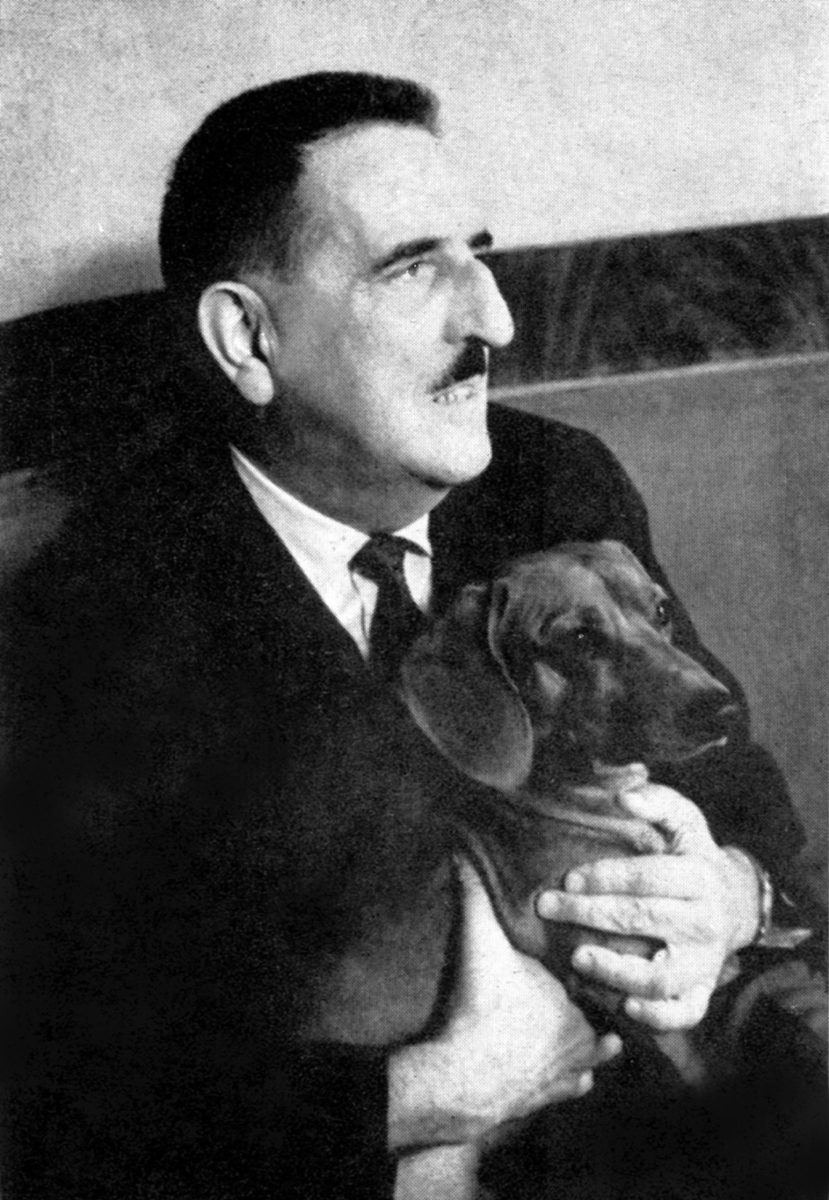
Fotografía de Jerzy Waldorff, tomada por Nasierowska en 1968.

En su carrera retrató también a otros artistas como Beata Tyszkiewicz, Krystyna Janda, Anna German, Tadeusz Konwicki, Anna Jantar, Piotr Fronczewski, Gustaw Holoubek, Irena Jarocka, Irena Santor y Katarzyna Gärtner. Algunas de sus fotos se usaron como portadas para varias publicaciones y revistas en los años 60 y 70, incluidas Ekran, Zwierciadło y Przekrój.
Después, llegó a ser miembro de la Związek Polskich Artystów Fotografików (ZPAF, o la Asociación de Fotógrafos de Arte Polacos) en 1956 y fue incluida en la Federación Internacional de Arte Fotográfico.
Estuvo casada con el director Janusz Majewski (Lokis. The Professor Wittembach Manuscript, Epitafium dla Barbara Radziwiłłówna, CK Deserters) con quien tuvo dos hijos.
Dejó varias obras destacadas hasta que a sus 35 años de trayectoria, una enfermedad ocular la obligó a dejar de tomar fotos. Junto a su esposo, Nasierowska se mudó a Ełk en Masuria donde abrió una pensión. Allí, invirtió y ayudó a desarrollar la comunidad, y la biblioteca de la ciudad cambió su nombre en su honor.
Además de su conocimiento técnico de fotografía, tenía un talento natural para tranquilizar con conversaciones y cumplidos a sus modelos. Cálida y acogedora, la fotógrafa lograba encontrar el estado de ánimo adecuado para cada toma.

### Últimos años y muerte
En 2009, Zofia Turowska publicó una biografía ilustrada de su vida.
Nasierowska murió el 3 de octubre de 2011 en Varsovia a los 73 años, después de una larga enfermedad. Fue enterrada en el Cementerio Militar de Powązki.

## Legado
Nasierowska fue incluida en el libro She-documentalists: Polish Women Photographers of the 20th Century de Karolina Lewandowska.
En abril de 2023, fue homenajeada con un Google Doodle en el que habría sido su 85.° cumpleaños.